# Бойков, Пётр Иванович
Пётр Иванович Бойков — советский государственный и хозяйственный деятель.

## Биография
Родился в 1922 году в Тверской губернии. Член КПСС.
С 1941 года — на хозяйственной работе.
В 1941—1982 гг.:
- работник Рыбинского авиационного завода,
- студент Уфимского авиационного института,
- инженер-конструктор ОГК, старший инженер ОГК, руководитель группы ОГК,
- начальник КБ шасси тракторов,
- заместитель главного конструктора завода,
- главный конструктор завода,
- главный инженер,
- директор,
- генеральный директор производственного объединения «Минский тракторный завод».

Избирался депутатом Верховного Совета СССР 9-го созыва.
Делегат XXVI съезда КПСС.
Умер в Минске в 1995 году.

## Награды и звания
- Государственная премия СССР в области техники (1971 год, в составе коллектива) — за создание и освоение серийного производства унифицированных колёсных, полугусеничных и гусеничных тракторов классов 1,4—2 тонны тяги на основе базовой модели «Беларусь» МТЗ-50 для комплексной механизации возделывания пропашных культур.